# Stepan Poltorak
Stepan Timofijovytj Poltorak (ukrainska: Степан Тимофійович Полторак) född 11 februari 1965, är en ukrainsk politiker. Han var försvarsminister i Ukraina från 3 juli 2014 till 29 augusti 2019. Han efterträddes av Andrij Zahorodnjuk.
Poltorak var tidigare befälhavare för nationalgardet.